# Emil Nikolaisen

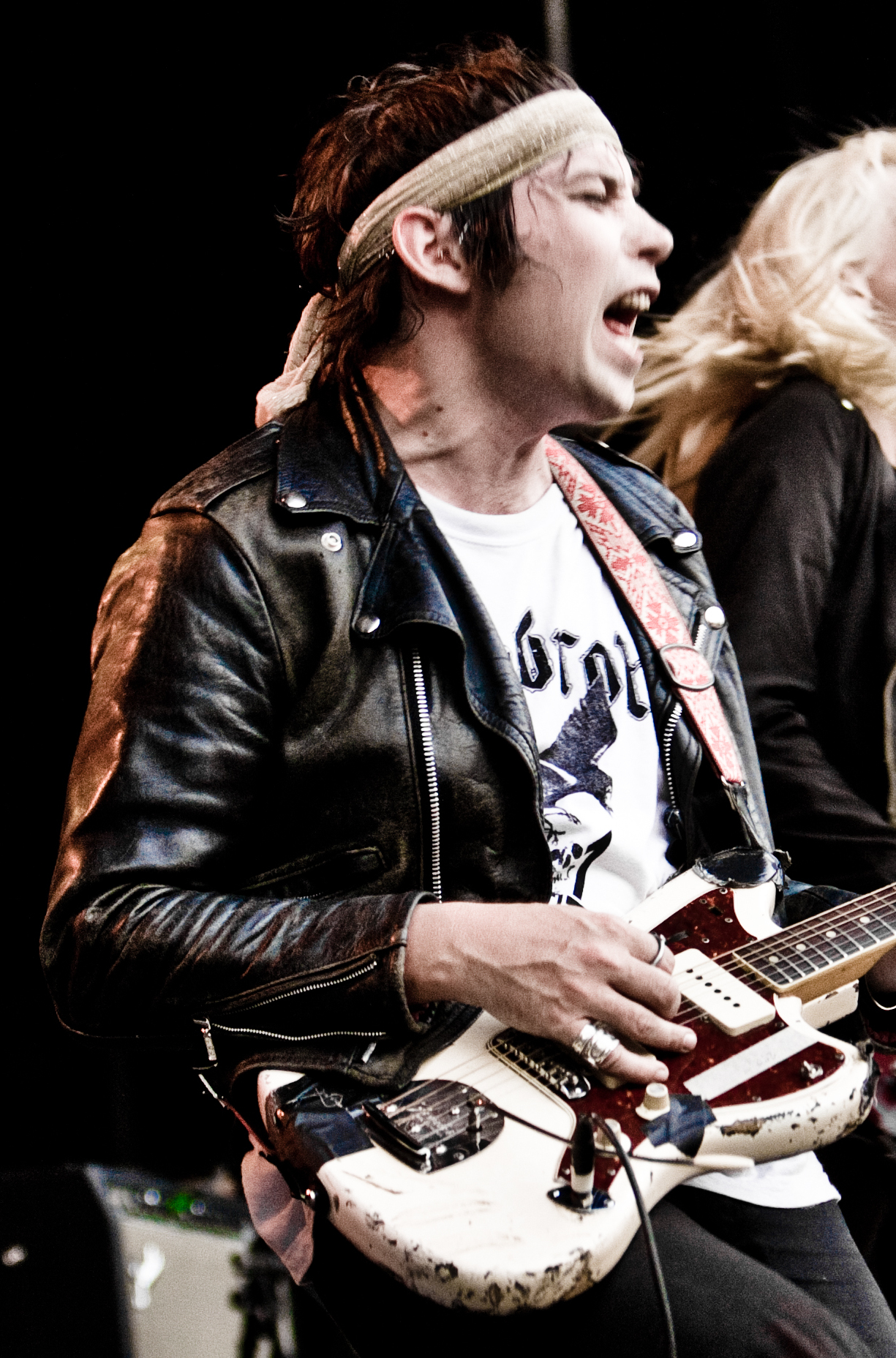
Emil Nikolaisen (2010)

Emil Nikolaisen (* 4. Februar 1977 in Moi) ist ein norwegischer Musiker und Musikproduzent.

## Leben
Emil Nikolaisen stammt aus einer musikalischen Familie. Sein Vater ist ein Organist. Seine Schwester Elvira Nikolaisen ist Singer-Songwriterin, seine Schwester Hilma Nikolaisen ist Bassistin und sein Bruder Ivar Nikolaisen ist Musiker in einer Punkband.
Nikolaisen stieg 1995 bei der christlichen Rockband Extol als E-Gitarrist ein. Im Jahr darauf gründete er gemeinsam mit seinem Bruder Ivar und weiteren Musikern die Glam-Punk-Rock-Band Silver. Der Multiinstrumentalist Nikolaisen wirkte dabei als Schlagzeuger der Band. 
Kurzzeitig wirkte er auch bei Selfmindead als Bassist. 
1999 gründete er mit seiner Schwester Hilma sowie Lina Holmstrøm und Tommy Akerholdt die Shoegazing-Rockband Serena Maneesh.
Ab Ende der 1990er Jahre trat er auch als Produzent in Erscheinung und produzierte unter anderem Alben von Glorybox, Tønes, Maria Solheim, I Was a King, Okkultokrati oder A Place to Bury Strangers.
Nach Erscheinen des Albums White Diary verließ Nikolaisen 2004 die Band Silver.
2015 veröffentlichte Nikolaisen in Zusammenarbeit mit Todd Rundgren und Hans-Peter Lindstrøm das Album Runddans. 2020 entstand eine EP gemeinsam mit dem Trio Fra det Onde (Erik Kimestad Pedersen, Rune Nergaard und Olaf Olsen).